# Battre les vilains

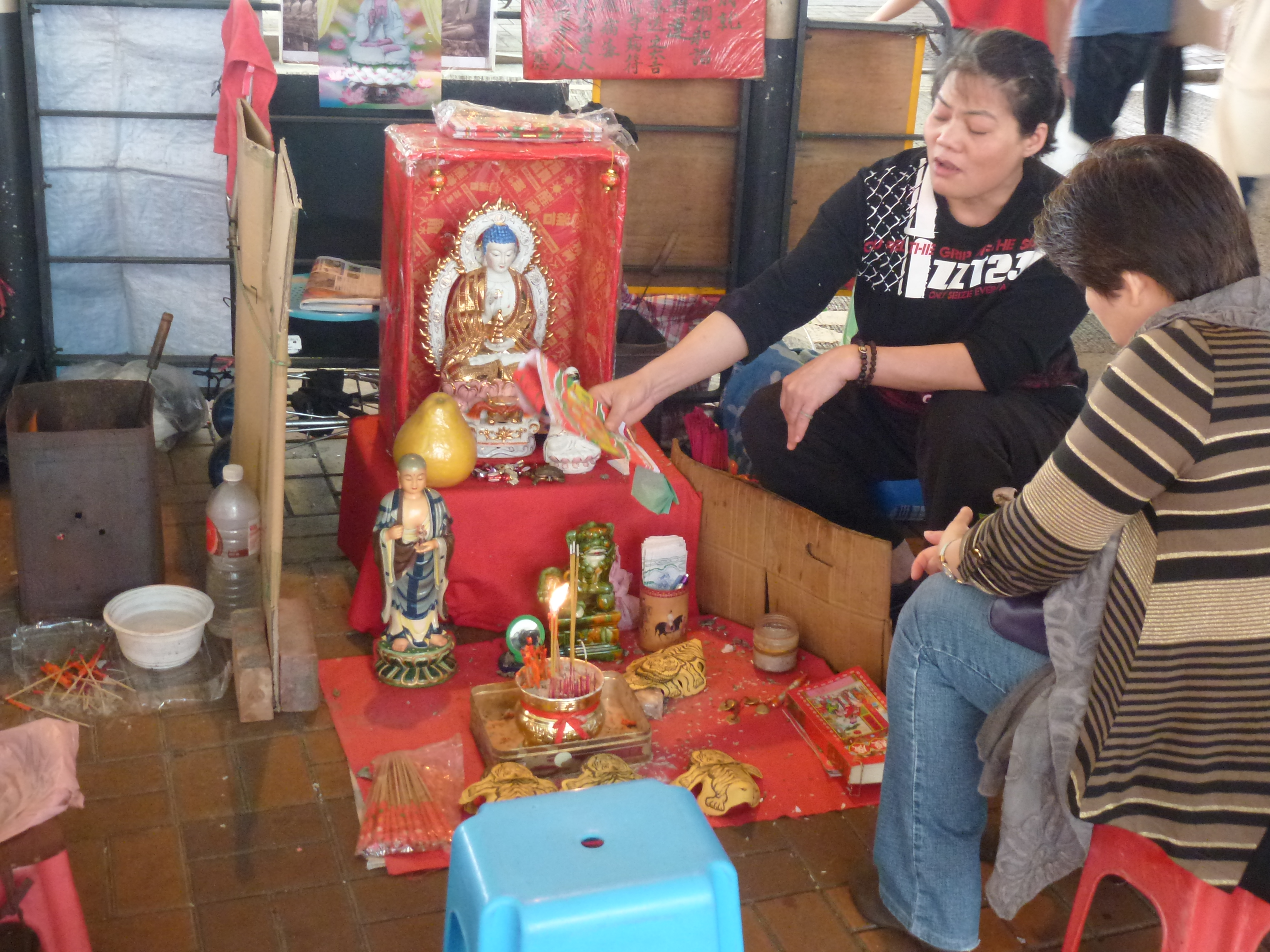
Une femme battant les méchants et sa cliente à Canal Road Flyover (Hong Kong)

Battre les méchants ou battre les vilains (打小人, da siu yan) est un rituel culturel chinois pratiqué dans la province du Guangdong et à Hong Kong, et surtout associé à la culture cantonaise (en). Son but est de faire fuir les personnes maléfiques pour s'assurer du succès, à l'aide de pratiques et formules incantatoires pouvant se rattacher à l'exorcisme ou à la sorcellerie. Elle est généralement exécutée par des femmes âgées, bien que certains magasins proposent des kits pour le faire soi-même.
La pratique de « battre les vilains »  a été incluse dans la liste préliminaire du patrimoine culturel immatériel  par le Bureau des affaires intérieures (en) de Hong Kong en 2016. Sous la traduction de « Beating the Petty Person » (battre la personne mesquine) elle a été désignée comme la « meilleure façon de se décharger de ses émotions » dans le dossier « Best of Asia » du magazine Time en 2009.

## Méchant

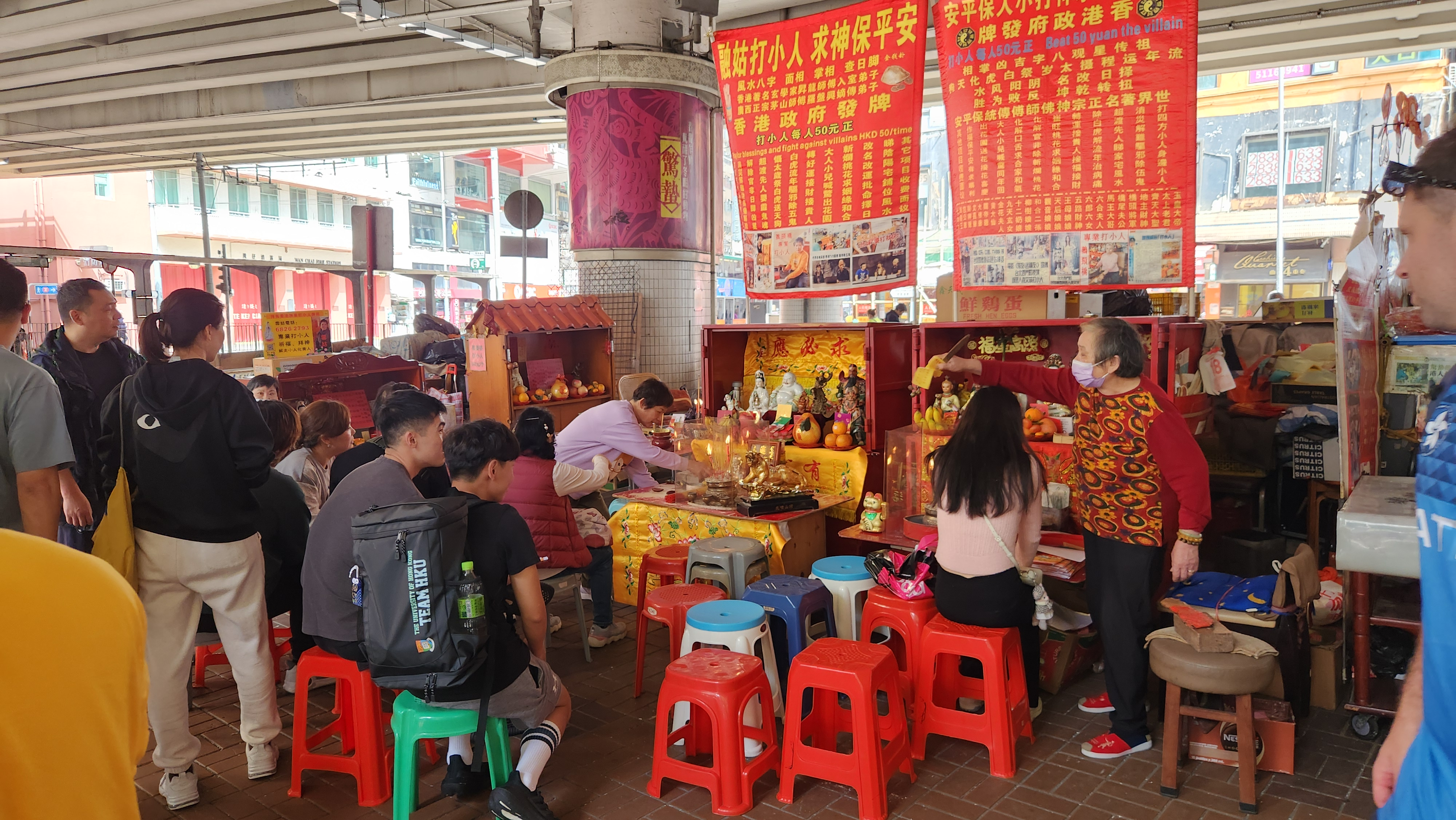
Cérémonie pour battre les méchants à Hong Kong, un service proposé pour un prix affiché de 50 HK$.

Tout comme le mot « vilain » en français, le mot « 小人 »  a un double sens. Signifiant au sens littéral « petite personne », il désigne aussi bien une personne de faible statut qu'une personne méchante, ou au caractère vil. 
Le concept de « méchant » ou « vilain » est divisé en deux types : spécifique ou générique. À l'origine, seul le « vilain » générique existait

### Spécifique
Les méchants spécifiques sont des individus particuliers que le client demande à maudire. Cela peut être une personnalité célèbre détestée par le public, comme un homme politique, ou peut être personnellement connu de son ennemi, comme lorsque la demande est de maudire un rival amoureux. Leur nom ne doit pas être prononcé. 

### Générique
Les méchants en général sont une catégorie de personnes sans identités définies, par exemple un groupe de personnes potentiellement dangereuses pour les clients.
Le dualisme (en) est un concept dominant de la vision traditionnelle chinoise du monde, et de nombreuses croyances populaires en matière de sorcellerie en découlent. Le concept de méchant (小人) et de Gui Ren (貴人, les personnes qui feront quelque chose de bien aux clients) résulte de cette vision du monde yin et yang.

## Période
La période pendant laquelle a lieu les cérémonies de coups sur les méchants varie selon les temples, mais Jingzhe est la date la plus populaire. Selon certaines traditions folkloriques, Jingzhe est la période durant laquelle toute la création est réveillée par le tonnerre. En conséquence, différents types d'esprits maléfiques, dont les baihus et les méchants, deviennent actifs. Par conséquent, frapper les méchants ce jour-là sert à empêcher ceux qui sont nuisibles aux autres.

## Localisation
Les cérémonies de coup sur les méchants sont souvent exécutées dans des endroits sombres, comme sous un pont. À Hong Kong, l'autopont de Canal Road (en) entre Causeway Bay et Wan Chai est un endroit populaire pour les coups sur les méchants.  Il y a beaucoup de frappeurs de méchants et de clients en-dessous, en particulier durant la période de Jingzhe.

## Histoire à Hong Kong
La tradition de coup sur les méchants remonte à une ancienne coutume des sociétés agricoles de la région du Guangdong. Selon le calendrier chinois, l'année est divisée en vingt-quatre périodes solaires et le printemps est connu comme le « réveil des insectes » - lorsque les animaux en hibernation se réveillent de leur sommeil pour chercher de la nourriture. Pour empêcher le célèbre tigre blanc de chasser et de nuire aux villageois, les agriculteurs le vénèrent en enduisant de sang de porc de petits tigres en papier comme moyen de sacrifice et d'alimentation au tigre. Au fil du temps, les « méchants » ont progressivement pris la place du tigre blanc et sont devenus l'objet d'exorcismes et de bannissements.

## Cérémonie

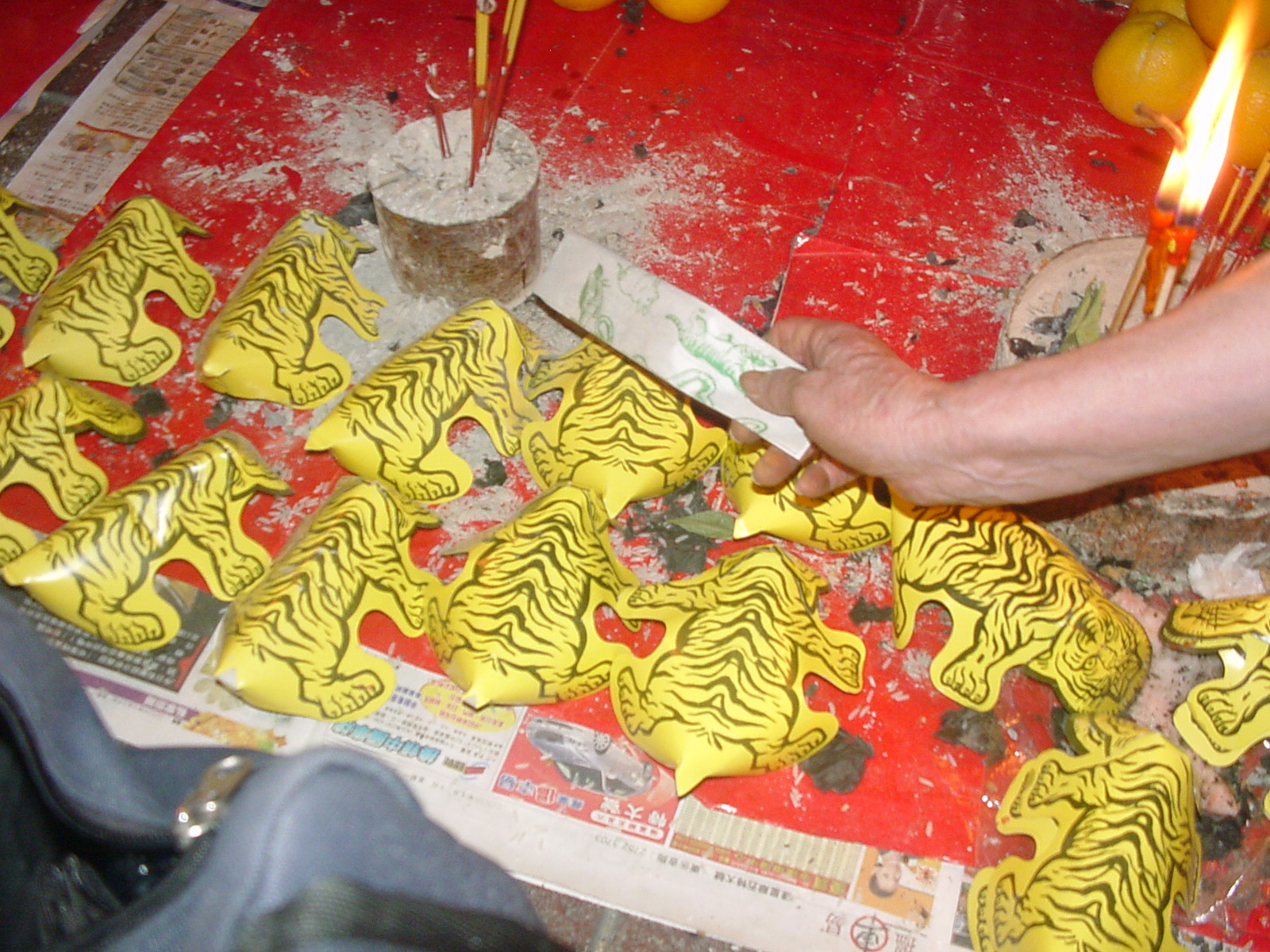
Tigres de papier pour les sacrifices à Baihu.

Après avoir reçu la demande des clients, les dames exécutant le rituel ont besoin de papiers en forme d'humain avec ou sans informations sur des personnes spécifiques. Durant la cérémonie, elles frappent ces papiers avec des chaussures ou d'autres objets. Il existe différents rituels, l'un des plus répandus est celui d'une cérémonie décliné en huit étapes :
1. Sacrifice aux divinités (奉神) : Adoration des divinités par de l'encens et des bougies.
2. Rapport (稟告) : Inscription du nom et de la date de naissance du client sur un fulu (符籙). Si le client demande à frapper un méchant spécifique, alors on inscrit le nom et la date de naissance de ce dernier sur le papier le représentant (ou une photo ou un vêtement).
3. Coup sur le méchant (打小人) : Utilisation de divers objets symboliques tels que les chaussures des clients ou de la dame exécutant, ou d'autres armes symboliques religieuses comme des bâtons d'encens pour frapper ou abîmer le papier représentant le méchant (qui peut se décliner en papier homme, papier femme, papier cinq fantômes, etc.).
4. Sacrifice à Baihu (祭白虎) : Les frappeurs doivent faire un sacrifice à Baihu (le Tigre blanc) s'ils veulent frapper le méchant visé. On peut utilisez un tigre en papier jaune avec des rayures noires et des dents pour représenter Baihu. Pendant le sacrifice, un petit morceau de porc est trempé de sang de porc puis placé dans la bouche du tigre en papier (pour nourrir Baihu). Celui-ci ne fera plus de mal à personne après avoir été nourri. Parfois, ils enduisent également la bouche de Baihu d'un morceau de porc gras pour que sa bouche soit pleine d'huile et qu'il soit incapable de l'ouvrir pour blesser des gens. Dans certaines régions, le frappeur brûle le tigre en papier ou lui coupe la tête après lui avoir fait un sacrifice.
5. Réconciliation (化解)
6. Prière pour les bénédictions (祈福) : Utilisation d'un papier Gui Ren rouge pour prier pour les bénédictions et l'aide des Gui Ren (personnes bénéfiques aux clients).
7. Brûler un trésor (進寶) : Brûlez un papier trésor pour vénérer les esprits.
8. Zhi Jiao (en) (擲筊) : Moulage de deux pièces de bois en forme de croissant pour la cérémonie du Zhi Jiao.

## Formules incantatoires
La phase de la cérémonie consistant à « battre les vilains » se fait au rythme de très nombreuses formules incantatoires, telles « Petit homme, je te frappe à la tête jusqu'à ce que tu sois faible et épuisé » ou « Je te bats, petite personne ! Tu as de l'air, mais tu ne peux pas respirer ! Tu as des pieds, mais tu ne peux pas marcher ! ». Ces formules ont été répertoriées par les archives de la bibliothèque de Canton  ont été répertoriées. Selon une pratiquante, elle peut être remplacée par « Le vilain s'en va, le noble arrive. » ou d'autres mots prononcés à sa guise. Cependant, selon elle, brûler la figurine en papier suffit à chasser le méchant, sans qu'il soit besoin de le battre.